# Sparnodus
Genre
Sparnodus est un genre éteint de poissons marins à nageoires rayonnées de la famille des Sparidae (ordre des Perciformes). Ces espèces ont vécu entre l'Éocène inférieur et le Miocène, mais sont surtout connues par leurs fossiles de l'Yprésien (Éocène inférieur) du Monte Bolca en Italie et de l'argile de Londres en Angleterre.

## Liste des espèces
De nombreuses espèces rattachées à ce genre ont été créées, la plupart par le paléontologue suisse Louis Agassiz, dont :
- † Sparnodus altivelis Agassiz, 1839
- † Sparnodus elongatus Agassiz, 1839
- † Sparnodus eotauricus Bogatshov, 1965
- † Sparnodus macrophthalmus Agassiz, 1839
- † Sparnodus micracanthus Agassiz, 1839
- † Sparnodus ovalis Agassiz, 1839
- † Sparnodus vulgaris de Blainville, 1818[4]

Sur le célèbre site paléontologique du Monte Bolca en Vénétie (Italie), dans des calcaires laminés de l'Éocène inférieur (Yprésien), datés d'il y a environ entre 49 et 48,5 Ma (millions d'années),, G. Carnevale et A. F. Bannikov en 2014, ne retiennent que deux espèces :
- † Sparnodus elongatus Agassiz, 1839
- † Sparnodus vulgaris de Blainville, 1818

Elles sont associées à plusieurs autres sparidés dans ce gisement fossilifère :
- † Pseudosparnodus microstomus (Agassiz, 1839)
- † Ellaserrata monksi Day, 2002
- † Abromasta microdon (Agassiz, 1839)
- † « Dentex » microdon Agassiz, 1839
- † « Dentex » ventralis Agassiz, 1839

En 2002, Julia J. Day réalise une synthèse des sparidés fossiles du Monte Bolca et de l'argile de Londres (London Clay en anglais), également d'âge Yprésien. Elle considère le genre Sparnodus comme paraphylétique et ne lui attribue pour seule espèce que Sparnodus vulgaris.
Par ailleurs, sa révision des sparidés fossiles la conduit à redéfinir quatre autres genres de sparidés, également monotypiques, dont trois nouveaux :
- † Abromasta avec pour espèce Abromasta microdon (Agassiz, 1839)
- † Ellaserrata avec pour espèce Ellaserrata monksi Day, 2002
- † Pseudosparnodus avec pour espèce Pseudosparnodus microstomus (Agassiz, 1835)
- † Sciaenurus avec pour espèce Sciaenurus bowerbanki Agassiz, 1845

## Description

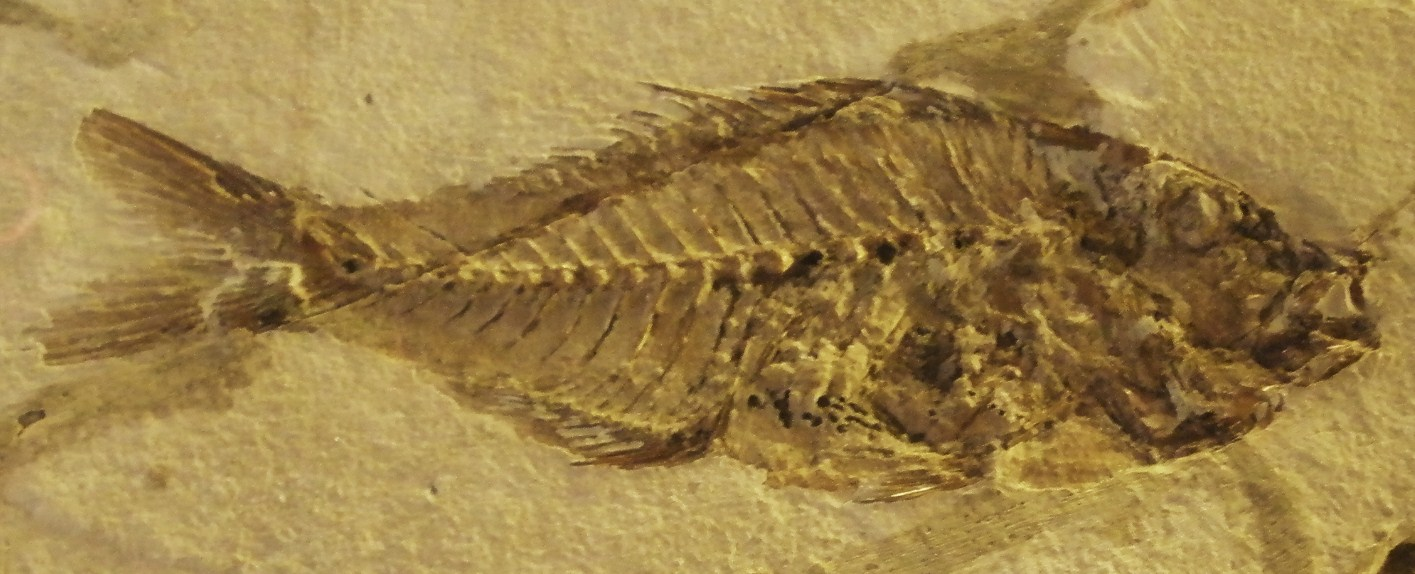
Fossile de « Sparnodus micracanthus », attribué aujourd'hui à Sparnodus vulgaris[2] (Monte Bolca).
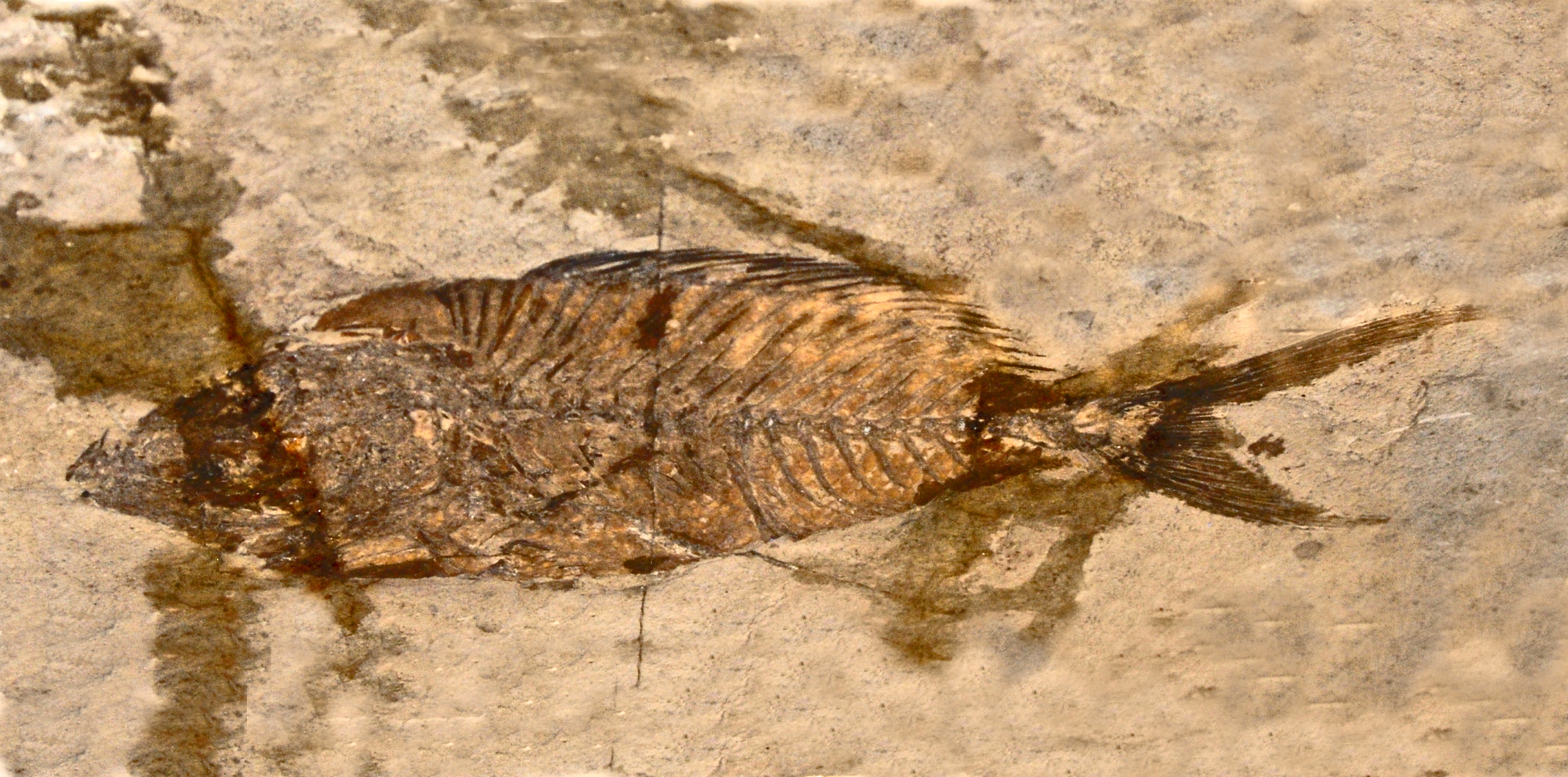
Fossile de « Sparnodus macrophthalmus », attribué aujourd'hui à Sparnodus vulgaris[2] (Monte Bolca).
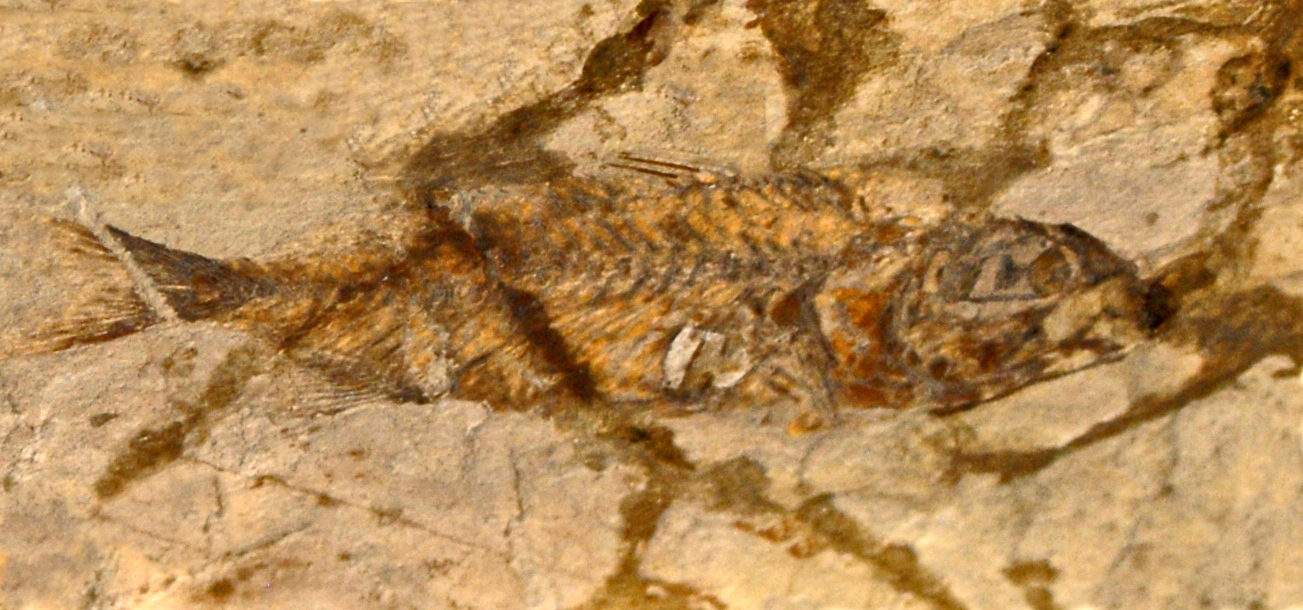
Fossile de « Sparnodus elongatus » dont les spécimens sont rattachés aujourd'hui, soit à Sparnodus vulgaris, soit à Ellaserrata monksi[2] (Monte Bolca).

Ce poisson est de taille moyenne et ne dépasse généralement pas 30 centimètres de long. Son corps est comprimé latéralement et élargi à l'avant, il est couvert de grandes écailles finement ridées. Sa bouche est petite et porte des dents puissantes, de forme coniques ; elle est dépourvue de dents palatines.
Il ne possède qu'une seule nageoire dorsale, bien développée et soutenue par de puissants rayons épineux. Sa nageoire anale qui porte également des rayons épineux, est moitié moins longue que la nageoire caudale. Ses nageoires pectorales sont longues et bien développées.

## Classification
Sparnodus appartient à la famille des Sparidae, un taxon bien représenté de nos jours par de nombreuses espèces qui peuplent toutes les mers chaudes et tempérées (Daurade royale, Denté commun, pageots, sars…).
La seule espèce de Sparnodus qui fait consensus entre les paléoichtyologues est Sparnodus vulgaris qui est proche de Dentex dentex, le Denté commun actuel.

## Paléobiologie
Sparnodus devait être un nageur rapide et un prédateur actif dans les mers chaudes et peu profondes de l’Éocène en Europe.